# Terme di Barbara
Le terme di Barbara (in tedesco Barbarathermen) sono un grande complesso di terme romane a Treviri, in Germania. Esteso su 42.000 metri quadrati, è il più grande bagno romano a nord delle Alpi. Insieme ad altri siti di Treviri, il complesso di bagni è stato designato dall'UNESCO Patrimonio dell'Umanità nel 1986 come parte del sito Monumenti romani, cattedrale di San Pietro e chiesa di Nostra Signora a Treviri per via della sua importanza storica e della sua architettura multiforme.

## Storia
Le Terme di Barbara furono costruite nel II secolo e rimasero in uso fino alla fine del IV secolo. Il complesso cadde in disuso all'inizio del V secolo, quando Treviri fu ripetutamente saccheggiata durante il periodo delle invasioni.
Le ampie rovine furono utilizzate come castello nel Medioevo, poi abbattute e riciclate come materiale da costruzione fino a quando, nel 1610, i resti furono utilizzati per la costruzione di un collegio gesuita.
Solo le fondamenta e le gallerie di servizio sotterranee sono sopravvissute, ma i dettagli tecnici dei sistemi fognari, dei forni, delle piscine e del sistema di riscaldamento possono essere studiati meglio che negli altri due bagni di Treviri.
Il nome dei bagni risale alla chiesa parrocchiale di Santa Barbara. Anche altri edifici ecclesiastici potrebbero essere stati situati nell'ampio sito termale al di fuori della cinta muraria medievale. A quel tempo, tuttavia, il trattamento spietato degli antichi lasciti aveva già una certa tradizione. L'imperatore Massimiliano I fece cannoneggiare le parti ancora in piedi delle terme a scopo di prova durante la Dieta imperiale di Treviri nel 1512.

## Galleria d'immagini

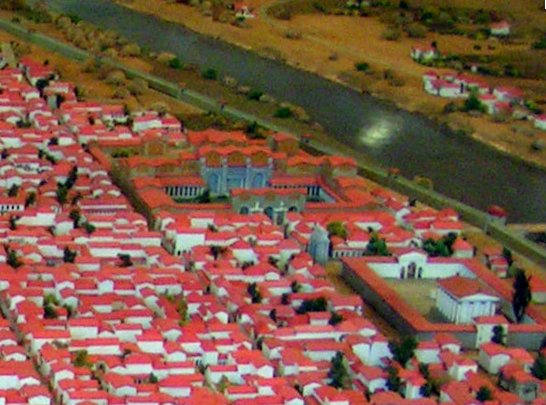
Il complesso termale nel 360-370
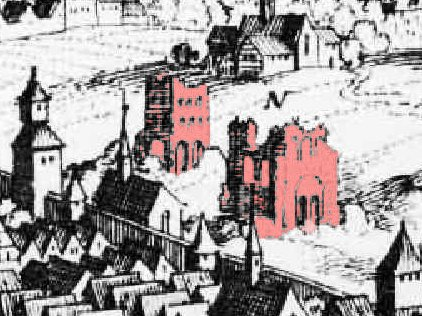
Da un'incisione di Merian pubblicata nel 1646
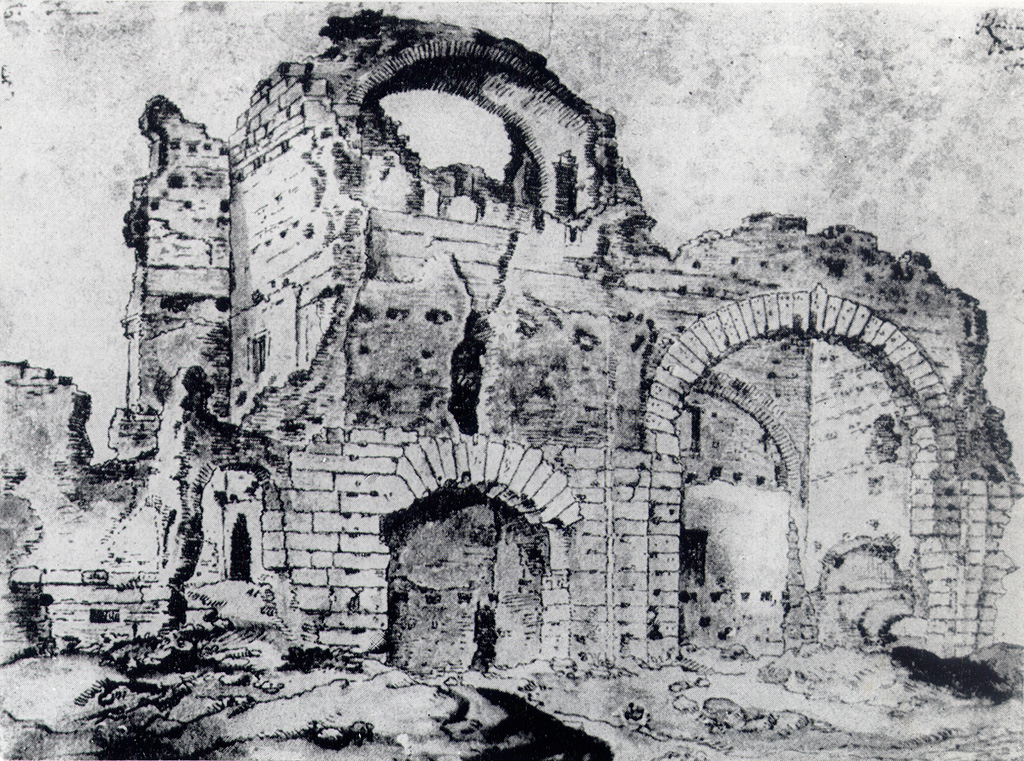
Il complesso termale nel 1611
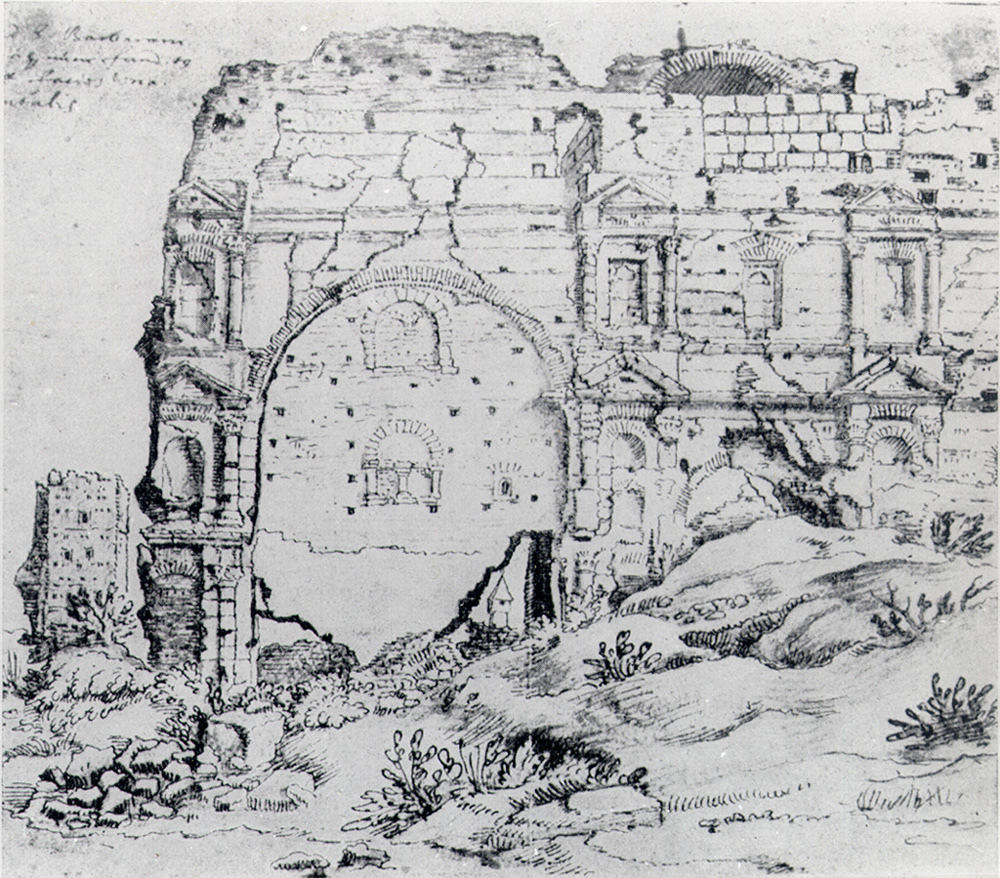
Il complesso termale nel 1611